# Cinisi-Familie (Mafiaclan)
Die Cinisi-Familie ist ein Mafia-Clan der sizilianischen Cosa Nostra aus der gleichnamigen Gemeinde Cinisi an der Westküste Siziliens.

## Geschichte
Cinisi, etwa 40 Kilometer von Palermo entfernt, galt als Hochburg der Mafia. Einer der ersten großen Capomafia war Cesare Manzella (* 18. Dezember 1897; † 26. April 1963). Er gehörte dem Typus der traditionellen Capomafia an und gehörte der ersten Mafia-Kommission an, bei der er sein Mandamento Cinisi vertrat. Ihm gehörten die Ländereien einer großen Orangenplantage. Nach einer Zeit in den USA, im Glückspielgeschäft von Chicago, wurde er 1947 wieder nach Italien abgeschoben. Von den lokalen Carabinieri wurde er als „gewalttätige und schikanierende Persönlichkeit“ beschrieben, der auch in den umliegenden Ortschaften Carini, Torretta, Terrasini, Partinico, Borgetto und Camporeale eine große Autorität besaß. In seinem Heimatort Cinisi war er beim armen Volk durch seine wohltätigen Spenden beliebt. So gründete er ein Waisenhaus und war Präsident der Organisation Azione Cattolica. 
Zusammen mit seinem Sottocapo Gaetano Badalamenti war er im Zigarettenschmuggel und Heroinhandel tätig. Wegen einer untergewichtigen Heroinsendung, die von Manzella, den Greco-Cousins aus Ciaculli und den La-Barbera-Brüdern aus der Altstadt von Palermo finanziert worden war, brach der Erste Mafiakrieg zwischen der Fraktion Greco und La Barbera aus. Die Cinisi-Familie stand auf der Seite der Grecos und wurde damit zur Zielscheibe der Kontrahenten. 
Am 26. April 1963 starb Manzella bei der schweren Explosion einer Autobombe. Berichten zufolge, sollen Körperteile von ihm noch hundert Meter vom Bombenkrater entfernt auf Zitronenbäumen gefunden worden sein.
Danach übernahm Gaetano „Don Tano“ Badalamenti, der über ausgezeichnete Verbindungen zu Politikern und Polizei in Cinisi verfügte, die Führung der Familie.
Die Cosca von Cinisi erlebte unter Badalamenti ihre Blütezeit und verdiente ein Vermögen mit illegalen Geschäften. Dazu gehörten Bauunternehmungen und die Geschäfte um den Flughafen Punta Raisi, dessen Baugrund sich auf dem Besitz der Familie befand. Von dort aus wurden im Zuge der Pizza Connection große Mengen Heroin in die USA exportiert und Badalamenti wurde zu einem der größten Drogenhändler seiner Zeit. Mithilfe der Pizza Connection wurde von 1975 bis 1984 ein Gewinn von 1,65 Milliarden US-Dollar erwirtschaftet.
1974 wurde die Cupola unter der Leitung von Badalamenti rekonstituiert. Ende der 1970er Jahre kam es zu den ersten Spannungen mit den konkurrierenden Corleonesi, die sich in den Morden an Francesco Madonia († 8. April 1978),  Giuseppe Di Cristina († Mai 1978), Giuseppe Calderone († 8. September 1978) und anderen entluden. Doch dies war erst der Auftakt zu den Massakern des Zweiten Mafiakrieges.
1978 wurde der junge Anti-Mafiakativist Peppino Impastato, der die Geschäfte von Gaetano Badalamenti (Cesare Manzella war der Schwager von Peppinos Vater Luigi Impastato, der ebenfalls der örtlichen Mafia angehörte) und seiner Familie öffentlich mit satirischen Radiosendungen angeprangert hatte, aus Rache von der Mafia getötet.
1978 ging Gaetano ins Ausland und sein Cousin Antonio übernahm die Cosca. „Don Tano“ Badalamenti überlebte den blutigen Zweiten Mafiakrieg (1981–1983), bei dem die Achse Bontade-Inzerillo-Badalamenti völlig vernichtet wurde, im Exil und wurde am 8. April 1984 in Madrid, zusammen mit seinem Sohn Vito Badalamenti, von der Polizei verhaftet und im Rahmen des Pizza-Connection-Prozesses zu einer langen Haftstrafe verurteilt.

## Bedeutende Angehörige der Cinisi-Familie
- Cesare Manzella
- Gaetano Badalamenti (1923–2004)
- Antonio Badalamenti